# Marnand (Rhône)
Marnand (Aussprache [maʁˈnɑ̃]) ist ein Ort und ehemalige Gemeinde mit 589 Einwohnern (Stand: 1. Januar 2022) im französischen Département Rhône in der Region Auvergne-Rhône-Alpes. Sie gehörte zum Arrondissement Villefranche-sur-Saône. Die Bewohner werden Marnandiaux genannt.
Der Erlass des Präfekten vom 29. Oktober 2012 legte mit Wirkung zum 1. Januar 2013 die Eingliederung von Marnand als Commune déléguée zusammen mit den früheren Gemeinden Thizy, Bourg-de-Thizy, La Chapelle-de-Mardore und Mardore zur Commune nouvelle Thizy-les-Bourgs fest.

## Geografie

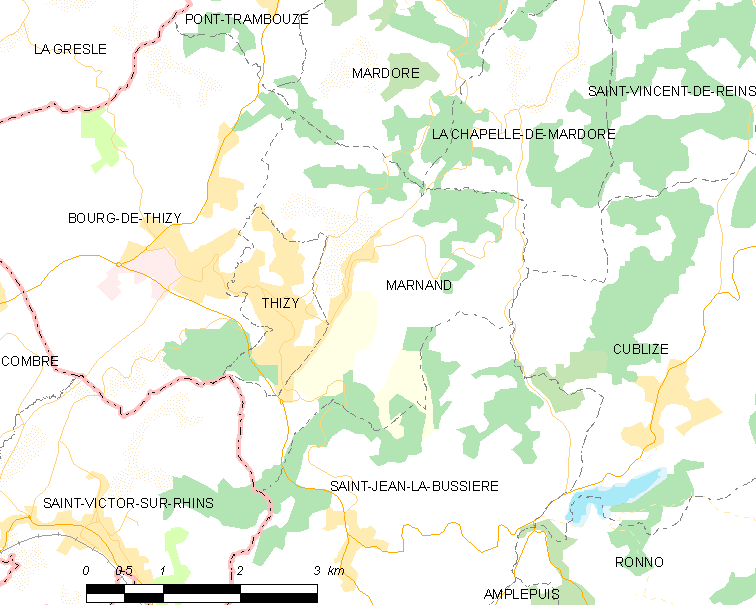
Karte von Marnand

Marnand liegt etwa 49 Kilometer nordwestlich von Lyon und etwa 30 Kilometer westnordwestlich von Villefranche-sur-Saône in der Région naturelle des Beaujolais an der Grenze zum benachbarten Département Loire.
Das Ortsgebiet liegt im Einzugsgebiet der Loire und wird der Drioule, dem Marnanton und den diversen Nebenflüssen entwässert. Das Relief ist ausgesprochen hügelig mit Höhen häufig über 600 m. Die höchste Erhebung mit 720 m wird nahe dem Weiler Le Souchon gemessen. Das Ortszentrum selbst liegt auf einer Höhe von etwa 645 m.
Umgeben wird Marnand von drei Nachbargemeinden und von vier Communes déléguées von Thizy-les-Bourgs:
|                                                            | Madore (Thizy-les-Bourgs)                   | La Chapelle-de-Mardore (Thizy-les-Bourgs) |
| Bourg-de-Thizy (Thizy-les-Bourgs) Thizy (Thizy-les-Bourgs) | Kompassrose, die auf Nachbargemeinden zeigt | Cublize                                   |
| Saint-Victor-sur-Rhins (Loire)                             | Saint-Jean-la-Bussière                      |                                           |

## Geschichte
Marnand war in früheren Zeiten eine Pfarrgemeinde des Bistums Mâcon. Der Prior von Bourg-de-Thizy bestimmte die Besetzung des Pfarrers und zog den Zehnt ein. Die Gerichtsbarkeit lag bei der Kastellanei von Thizy.

## Bevölkerungsentwicklung

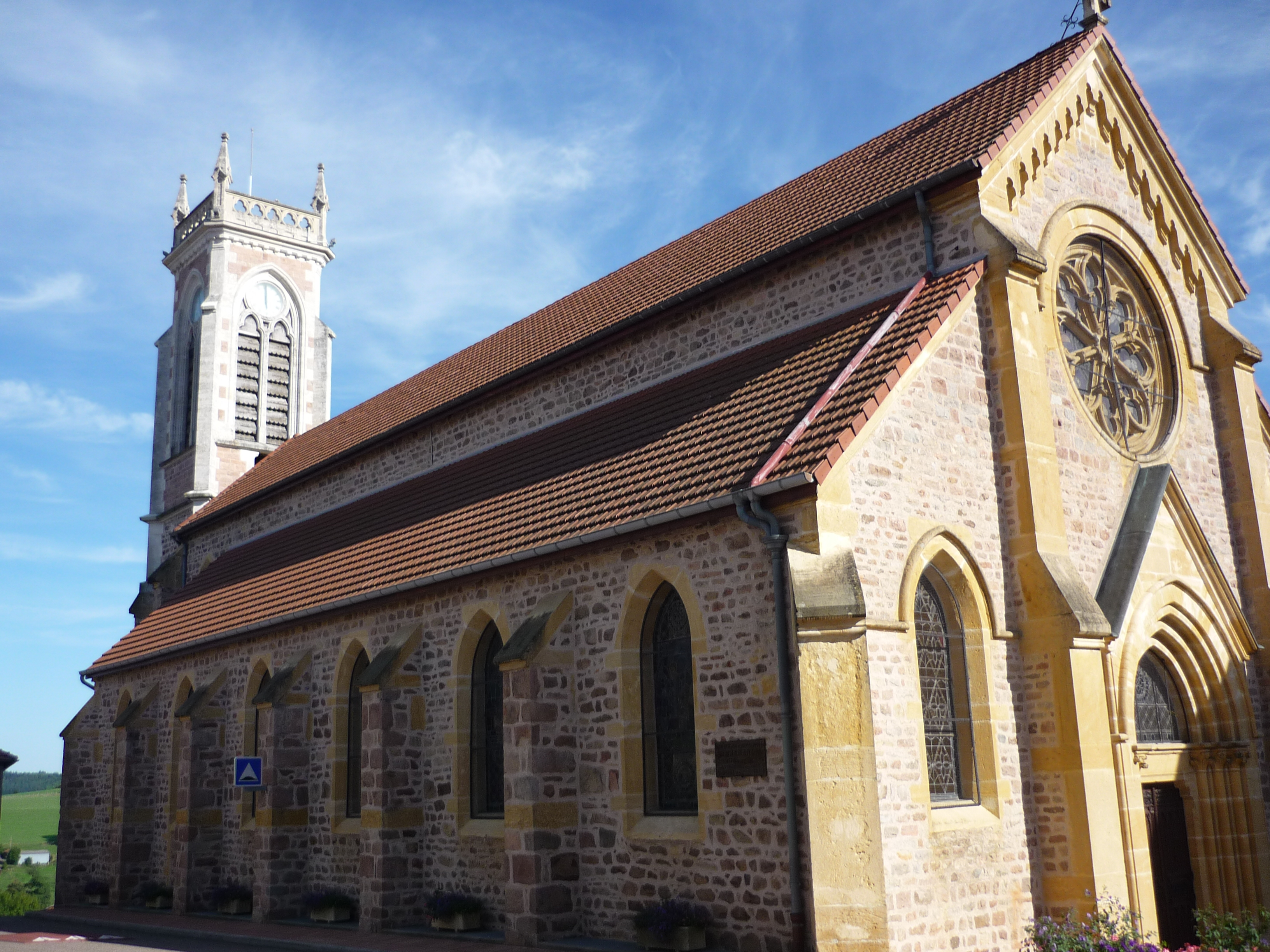
Kirche Saint-André

| Marnand: Einwohnerzahlen von 1793 bis 2020                                                                                 | Marnand: Einwohnerzahlen von 1793 bis 2020 | Marnand: Einwohnerzahlen von 1793 bis 2020 | Marnand: Einwohnerzahlen von 1793 bis 2020 | Marnand: Einwohnerzahlen von 1793 bis 2020 |
| --- | ------------------------------------------ | ------------------------------------------ | ------------------------------------------ | ------------------------------------------ |
| Jahr |                                            |                                            |                                            | Einwohner                                  |
| 1793 | 1793                                       |                                            | 950                                        | 950                                        |
| 1800 | 1800                                       |                                            | 956                                        | 956                                        |
| 1806 | 1806                                       |                                            | 1.153                                      | 1.153                                      |
| 1821 | 1821                                       |                                            | 1.500                                      | 1.500                                      |
| 1831 | 1831                                       |                                            | 1.675                                      | 1.675                                      |
| 1836 | 1836                                       |                                            | 1.941                                      | 1.941                                      |
| 1841 | 1841                                       |                                            | 2.134                                      | 2.134                                      |
| 1846 | 1846                                       |                                            | 1.125                                      | 1.125                                      |
| 1851 | 1851                                       |                                            | 1.155                                      | 1.155                                      |
| 1856 | 1856                                       |                                            | 1.205                                      | 1.205                                      |
| 1861 | 1861                                       |                                            | 1.122                                      | 1.122                                      |
| 1866 | 1866                                       |                                            | 1.103                                      | 1.103                                      |
| 1872 | 1872                                       |                                            | 1.102                                      | 1.102                                      |
| 1876 | 1876                                       |                                            | 1.109                                      | 1.109                                      |
| 1881 | 1881                                       |                                            | 1.129                                      | 1.129                                      |
| 1886 | 1886                                       |                                            | 1.184                                      | 1.184                                      |
| 1891 | 1891                                       |                                            | 1.285                                      | 1.285                                      |
| 1896 | 1896                                       |                                            | 1.163                                      | 1.163                                      |
| 1901 | 1901                                       |                                            | 1.171                                      | 1.171                                      |
| 1906 | 1906                                       |                                            | 1.052                                      | 1.052                                      |
| 1911 | 1911                                       |                                            | 923                                        | 923                                        |
| 1921 | 1921                                       |                                            | 726                                        | 726                                        |
| 1926 | 1926                                       |                                            | 758                                        | 758                                        |
| 1931 | 1931                                       |                                            | 752                                        | 752                                        |
| 1936 | 1936                                       |                                            | 621                                        | 621                                        |
| 1946 | 1946                                       |                                            | 432                                        | 432                                        |
| 1954 | 1954                                       |                                            | 472                                        | 472                                        |
| 1962 | 1962                                       |                                            | 507                                        | 507                                        |
| 1968 | 1968                                       |                                            | 489                                        | 489                                        |
| 1975 | 1975                                       |                                            | 449                                        | 449                                        |
| 1982 | 1982                                       |                                            | 417                                        | 417                                        |
| 1990 | 1990                                       |                                            | 494                                        | 494                                        |
| 1999 | 1999                                       |                                            | 569                                        | 569                                        |
| 2006 | 2006                                       |                                            | 608                                        | 608                                        |
| 2013 | 2013                                       |                                            | 615                                        | 615                                        |
| 2020 | 2020                                       |                                            | 604                                        | 604                                        |
| Quelle(n): EHESS/Cassini bis 1999, INSEE ab 2006 Anmerkung(en): Ab 1962 offizielle Zahlen ohne Einwohner mit Zweitwohnsitz |                                            |                                            |                                            |                                            |

## Sehenswürdigkeiten
- Kirche Saint-André